# Мате Билобрк
Мате Билобрк (Сплит, 17. фебруар 1920 — Загреб, 9. март 1976) био је учесник Народноослободилачке борбе и генерал-пуковник ЈНА.

## Биографија
Рођен је 17. фебруара 1920. у Сплиту.
Пре Другог светског рата радио је трговачки помоћник и веома рано је приступио револуционарном радничком покрету. Од 1936. до 1938. био је члан Месног комитета Савеза комунистичке омладине Југославије за Сплит, а 1938. постао је члан Комунистичке партије Југославије (КПЈ). Због политичко-револуционарне активности више пута је био хапшен.
Током 1938. и 1939. био је активан у Уједињеним радничким синдикатима (УРС) и „Народне помоћи”. Године 1940. постао је секретар партијске ћелије, а 1941. секретар Рејонског комитета КПХ за Сплит. На овој дужности га је затекла окупација земље 1941, након чега је радио на организовању диверзантских група.
У току Народноослободилачког рата налазио се на разним војним и политичким дужностима. Од 1941. до маја 1942. био је инструктор Покрајинског комитета КПХ за Јужну Далмацију и одржавао је везу са Народноослободилачким покретом у Херцеговини. Од маја 1942. био је политички комесар Требињско-шумског батаљона и члан Окружног комитета КПЈ за источну Херцеговину, а потом политички комесар Биоковског партизанског одреда, Групе ударних батаљона и политички комесар Десете далматинске цетинске бригаде и од 1944. године 20. далматинске дивизије.
После  ослобођења завршио је Вишу војну академију ЈНА и Курс оператике на Ратној школи ЈНА. Током војне службе налазио се на дужностима — политичког комесара дивизије, политичког комесара корпуса, помоћника команданта за позадину армије, начелника управе у Савезном секретаријату за народну одбрану и команданта Главног штаба Територијалне одбране Социјалистичке Републике Хрватске.
Биран је за члана Централног комитета Комунистичке партије Хрватске и посланика у Сабору НР Хрватске.
Преминуо је 9. марта 1976. у Загребу. Сахрањен је на гробљу Ловринац у Сплиту.
Носилац је Партизанске споменице 1941. и других југословенских одликовања, међу којима су Орден ратне заставе, Орден братства и јединства за златним венцем, Орден партизанске звезде са златним венцем, Орден за храброст и др.